# ماندیپ سینگ
ماندیپ سینگ (انگلیسی: Mandeep Singh؛ زادهٔ ۲۵ ژانویهٔ ۱۹۹۵) بازیکن هاکی روی چمن اهل هند است.

## حرفه

### در آغاز کار
سینگ به عنوان یک بازیکن جوان برای آکادمی هاکی سورجیت که در زادگاهش جالاندهار ، پنجاب مستقر است، هاکی روی چمن بازی کرد . 

### کرگدن رانچی
در 16 دسامبر 2012 سینگ در اولین حراج لیگ هاکی هند توسط حق رای دادن Ranchi Rhinos با پیشنهاد 13000 دلاری برنده شد.  او اولین بازی خود را برای راینوس ها در 16 ژانویه 2013 در مقابل جنگاوران پنجاب در استادیوم هاکی سورجیت در اولین مسابقه رانچی در تاریخ لیگ هاکی هند انجام داد و گل دوم را در 50 دقیقه بعد از بازی به عنوان گل کرگدن به ثمر رساند. 2-1 برنده شد.  سپس او دومین گل فصل خود را در بازی بعدی در برابر جادوگران بمبئی در 18 ژانویه 2013 در استادیوم هاکی Astroturf در رانچی به ثمر رساند .جارکاند زمانی که در دقیقه 22 بازی گلزنی کرد و رانچی بازی را 3–1 برد.  سپس سینگ سومین گل خود را در این فصل در 23 ژانویه 2013 در مقابل دهلی ویوریدرز در استادیوم هاکی Astroturf به ثمر رساند. با این حال گل او کافی نبود زیرا رانچی بازی را 4–5 باخت.  سپس او اولین دبل دوران حرفه‌ای خود را در 26 ژانویه 2013 در مقابل اوتار پرادش ویزاردز در ورزشگاه Dhyan Chand Astroturf به ثمر رساند، زمانی که او در دقیقه 58 بازی و همچنین در دقیقه 67 بازی در حالی که رانچی را به 3– رساند. 1 پیروزی. سینگ سپس در 28 ژانویه 2013 پس از زدن گل پیروزی برای رانچی راینوس در مقابل جادوگران بمبئی در استادیوم هاکی Astroturf هنگامی که موفق شد در دقیقه 49 بازی دروازه را پیدا کند و امتیاز 2 را به رانچی بدهد، جایزه مرد اول مسابقه خود را به دست آورد. 1 پیروزی. 
سینگ سپس ماه فوریه را با یک گل در 2 فوریه 2013 در مقابل پنجاب وریرز در استادیوم هاکی آستروتورف آغاز کرد، زمانی که 34 دقیقه پس از بازی در حالی که رانچی بازی را 1–1 مساوی کرد، دروازه را پیدا کرد.  سپس او آخرین گل خود را در فصل عادی در 4 فوریه 2013 در مقابل پنجاب وریرز در استادیوم هاکی سورجیت به ثمر رساند ، زمانی که در دقیقه 62 بازی در حالی که رانچی راینوس 3–2 پیروز شد، گل زد. 
سینگ سپس اولین بازی خود را برای Ranchi Rhinos در پلی آف لیگ هاکی هند در 9 فوریه 2013 در برابر اوتار پرادش ویزاردز در استادیوم هاکی Astroturf در نیمه نهایی انجام داد که در آن به Ranchi Rhinos کمک کرد تا به فینال لیگ هاکی هند برسند. او با دو گل در 5 دقیقه بازی و 66 دقیقه بازی به ثمر رساند. رانچی این مسابقه را 4-2 برد.  سپس در فینال سینگ موفق شد به رانچی راینوس کمک کند تا در 10 فوریه 2013 در ورزشگاه هاکی Astroturf بر تیم دهلی ویوریدرز قهرمان لیگ شود. 
پس از پایان فصل، سینگ پس از به ثمر رساندن ده گل در سیزده مسابقه و دومین گلزن برتر مسابقات، جایزه پونتی چادا لیگ هاکی هند را برای جایزه بازیکن آینده مسابقات برد. 

## عرصه بین المللی
پس از یک نمایش شگفت انگیز در طول فصل لیگ هاکی هند در سال 2013 ، سینگ اولین بازی خود را برای تیم ملی هاکی روی چمن مردان هند در 18 فوریه 2013 در دور دوم لیگ جهانی هاکی 2012-2014 در برابر فیجی انجام داد که در آن هند حریفان را شکست داد. به عنوان برنده 16-0 ظاهر می شوند.  سپس سینگ اولین گل بین‌المللی خود را در 20 فوریه 2013 در برابر عمان به ثمر رساند که در آن 42 دقیقه پس از بازی در حالی که هند با نتیجه 9–1 برنده شد، گل زد. 